# Bulgarsko rozovo maslo
Bulgarsko rozovo maslo (bulgare : Българско розово масло, huile de rose bulgare) est une indication géographique protégée (IGP) qui s'applique à une production d'huile essentielle de rose produite en Bulgarie. Cette IGP a été inscrite dans le registre européen des appellations d'origine protégées et des indications géographiques protégées le 25 septembre 2014. Cette production est issue de l'aire traditionnelle de culture de la « rose de Damas » (Rosa ×damascena), dans la vallée des roses.
Le Bulgarsko rozovo maslo est, avec le  saucisson de viande bovine « Gornooryahovski Sudzhuk », l'une deux seules IGP bulgares enregistrées au niveau européen.

## Caractéristiques du produit
Le Bulgarsko rozovo maslo est une huile essentielle de rose obtenue par distillation à la vapeur d’eau de roses de Damas (Rosa ×damascena Mill.). C'est un liquide huileux, de couleur jaune à jaune-vert, à l'arôme caractéristique de rose.
Cette huile essentielle de rose présente des caractéristiques chimiques spécifiques qui la distinguent des huiles de rose produites dans d’autres régions du monde. Sa teneur en citronellol est comprise entre de 24 et 35 % (contre 39 à 49 % pour les autres huiles essentielles de roses). Le ratio citronellol/géraniol  est de 1,1 pour 2,5 (contre 2,3 pour 4,8 pour les huiles produites ailleurs dans le monde). Le Bulgarsko rozovo maslo comprend en outre de multiples composants chimiques caractéristiques, tels que le farnésol et l’acétate de géranyle ainsi qu’une faible teneur en méthyl-eugénol.

## Aire géographique
L’aire géographique de production du Bulgarsko rozovo maslo correspond à l'aire traditionnelle de culture de la « rose de Damas » (Rosa ×damascena), dans la vallée des roses. C'est une région qui se caractérise par des sols forestiers légèrement sablonneux et perméables, ainsi que par des conditions climatiques favorables à la culture des rosiers, avec une température annuelle moyenne de 10,6 °C  et une humidité relativement élevée en mai et juin optimale pour une floraison lente et régulière durant la période de récolte.
Elle comprend les municipalités suivantes :
- province de Plovdiv : Brezovo, Kaloyanovo, Karlovo, Sopot, Stamboliïski, Saedinenie et Hisarya,
- province de Stara Zagora : Bratya Daskalovi, Gourkovo, Kazanlak, Maglizh, Nikolaevo, Pavel Banya et Stara Zagora,
- province de Pazardjik : Belovo, Bratsigovo, Pazardjik, Panagyurishte, Pechtera et Streltcha,
- province de Sofia : Ihtiman, Koprivshtitsa et Mirkovo.